# جائزة سالتير
جائزة سالتير، التي سميت تيمنا بعلم اسكتلندا، هي الجائزة الوطنية للتقدم في التنمية التجارية للطاقة البحرية.تبلغ قيمتها 10 ملايين جنيه استرليني . و للفوز بهذه الجائزة على الفرق التنافس على تطوير تقنية طاقة تيار مد وجزر في المياه الإسكتلندية «تحقق أكبر حجم من الناتج الكهربائي على مدى الحد الأدنى من العقبات البالغ 100 جيجاوات في الساعة على مدى فترة عامين متواصلة باستخدام قوة البحر فقط». جائزة سالتير متاحة لأي فرد، فريق أو منظمة من جميع أنحاء العالم يعتقد أن لديه تقنية طاقة أمواج أو مد وجزر قادرة على كسب التحدي. و بالإمكان إرسال الطلبات بين مارس 2010 ويناير 2015.يوجد حتى الآن خمسة متنافسين مسجلين.